# Анна Цешинская (княгиня Любинская)
Анна Цешинская (пол. Anna cieszyńska, чеш. Anna Těšínská; вторая половина XIV века — между 1403 и 1420) — польская принцесса из цешинской ветви династии Силезских Пястов, жена князя Любинского Генриха IX (около 1369 — 9 января 1419/5 апреля 1420).

## Биография
Анна была младшей дочерью князя Цешинского Пшемыслава I Носака от брака с Елизаветой Бытомской, дочерью князя  Бытомского и Козленского Болеслава.
20 сентября 1396 года Анна вступила в брак с принцем Генрихом Бжегским. 29 сентября 1396 года новоиспеченный супруг вместе с дедом князем Людвиком I Бжегским и отцом Генрихом VII Бжегским подтвердил получение приданого Анны, которое составило 2000 гривен. В брачном договоре было также предусмотрено, что города Ключборк, Бычину и Волчин будут входить в так называемый вдовий удел невесты. Через несколько месяцев Людвик I Бжегский передал своему внуку половину ренты с городов Бжег, Вежбно и Олава.
В декабре 1398 года скончался Людвик I Бжегский, а в июле следующего 1399 года — Генрих VII со Шрамом, князь Бжегский, дед и отец Генриха IX. Муж Анны Генрих IX вместе со сводным братом Людвиком II унаследовали отцовские владения. В октябре 1400 года они разделили их на две части: старший брат Генрих IX получил во владение Любин, Хойнув и Олаву, а Людвик II — Бжег.
От брака Анны и Генриха родилось шестеро детей:
- Руперт II (1396/1402 — 24 августа 1431), князь Любинский и Хойнувский (1419/1420 — 1431)
- Вацлав III (1400 — 14 января/28 мая 1423), князь Олавский (1419/1420 — 1423)
- Катаржина (1400 — июль 1424), муж с 1 августа 1423 года Альберт III, граф Линдов-Руппин (ок. 1406—1460)
- Анна (до 1403 — после 13 ноября 1420)
- Ядвига (до 1404 — после 4 февраля 1432), монахиня в Тшебнице (1416)
- Людвик III (до 1405 — до 18 июня 1441), князь Олавский (1419/1420 — 1441), Любинский и Хойнувский (1431—1441).

Дата смерти княгини Анны и место ее захоронения неизвестны.